# 世界ミステリ全集
『世界ミステリ全集』（せかいミステリぜんしゅう）は、早川書房が1972年から1973年にかけて刊行した、翻訳ミステリ小説の叢書（全集）である。全18巻。編集委員は、小鷹信光、稲葉由紀、石川喬司だった。

## 刊行リスト
- 1巻 アガサ・クリスティー 1972.2
  - そして誰もいなくなった 清水俊二訳
  - 愛国殺人 加島祥造訳
  - フランクフルトへの乗客（英語版） 永井淳訳
- 2巻 E・S・ガードナー 1972.4 
  - どもりの主教 田中西二郎訳
  - 屠所の羊 田村隆一訳
  - すばらしいペテン 宇野利泰訳
- 3巻 エラリィ・クイーン 青田勝訳 1972.8
  - エジプト十字架の秘密
  - 災厄の町
  - 最後の女
- 4巻 ウィリアム・アイリッシュ／コーネル・ウールリッチ 1973.9
  - 死者との結婚（英語版） ウイリアム・アイリッシュ 中村能三訳
  - 913号室の謎 コーネル・ウールリッチ 稲葉明雄訳
  - 幻の女 ウイリアム・アイリッシュ 稲葉明雄訳
- 5巻 レイモンド・チャンドラー 清水俊二訳 1972.6
  - さらば愛しき女よ
  - 長いお別れ
  - プレイバック
- 6巻 ロス・マクドナルド 1972.7
  - 人の死に行く道（英語版） 中田耕治訳
  - ウィチャリー家の女 小笠原豊樹訳
  - 一瞬の敵 小鷹信光訳
- 7巻 エリック・アンブラー 1972.3 
  - ディミトリオスの棺 菊池光訳
  - 反乱 宇野輝雄訳
  - インターコムの陰謀 村上博基訳
- 8巻 ガーヴ／ブレイク／レヴィン 1973.3
  - ヒルダよ眠れ アンドリュウ・ガーヴ（英語版） 福島正実訳
  - 野獣死すべし ニコラス・ブレイク 永井淳訳
  - 死の接吻 アイラ・レヴィン 中田耕治訳
- 9巻 シムノン／ボアロー・ナルスジャック／シモナン 1973.4
  - メグレの回想録 ジョルジュ・シムノン 北村良三訳
  - 悪魔のような女 ボアロー, ナルスジャック 北村太郎訳
  - 現金に手を出すな アルベール・シモナン 野口雄司訳
- 10巻 スピレイン／マッギヴァーン／スターク 1973.1
  - 裁くのは俺だ ミッキー・スピレイン 中田耕治訳
  - 殺人のためのバッジ ウィリアム・P・マッギヴァーン（英語版） 矢野浩三郎訳
  - 悪党パーカー/人狩り（英語版） リチャード・スターク 小鷹信光訳
- 11巻 エド・マクベイン 井上一夫訳 1972.5
  - 警官嫌い
  - 殺意の楔
  - 暴力教室
- 12巻 デュレンマット／セミョーノフ／シェルバネンコ（スイス、ソ連、イタリア傑作選） 1972.12 
  - 嫌疑 フリードリッヒ・デュレンマット 前川道介訳
  - ペトロフカ、38 ユリアン・セミョーノフ 飯田規和訳
  - 裏切者 ジョルジュ・シェルバネンコ（英語版） 千種堅訳
- 13巻 フレミング／マクリーン 1972.10 
  - サンダーボール作戦 イアン・フレミング 井上一夫訳
  - アリゲーター イ*ン・フ*ミ*グ 井上一夫訳
  - ナヴァロンの要塞 アリステア・マクリーン 平井イサク訳
- 14巻 ブランド／ポーター／モイーズ 1973.2
  - はなれわざ クリスチアナ・ブランド 宇野利泰訳
  - ドーヴァー4/切断 ジョイス・ポーター 小倉多加志訳
  - 死人はスキーをしない パトリシア・モイーズ 小笠原豊樹訳
- 15巻 ジャプリゾ／モンテイエ／エクスブライヤ 1973.5
  - ウサギは野を駆ける セバスチアン・ジャプリゾ 榊原晃三訳
  - かまきり ユベール・モンテイエ 斎藤正直訳
  - 死体をどうぞ シャルル・エクスブライヤ 三輪秀彦訳
- 16巻 デイトン／ル・カレ／マクダニエル 1972.11
  - ベルリンの葬送 レン・デイトン 稲葉明雄訳
  - 寒い国から帰ってきたスパイ ジョン・ル・カレ 宇野利泰訳
  - 人類抹殺計画（ナポレオン・ソロ5） デイヴィッド・マクダニエル（英語版） 一ノ瀬直二訳
- 17巻 ライアル／フランシス／ポール 菊池光訳 1972.9
  - もっとも危険なゲーム ギャビン・ライアル
  - 興奮 ディック・フランシス
  - 夜の熱気の中で（英語版） ジョン・ボール
- 18巻 37の短篇 傑作短編集 石川喬司編 1973.6

### 『37の短篇』収録作品
ハヤカワ・ミステリ版『天外消失』および『51番目の密室』に再録されているものは、その旨を示す。
1. エドガー・ライス・バロウズ「ジャングル探偵ターザン」（斎藤伯好訳） - 『天外消失』に再録
2. ブレット・ハリデイ（英語版）「死刑前夜」（都筑道夫訳） - 『天外消失』に再録
3. ジェイムズ・サーバー「虹をつかむ男」（鳴海四郎訳）
4. クレイグ・ライス「うぶな心が張り裂ける」（小笠原豊樹訳） - 『51番目の密室』に再録
5. ジョルジュ・シムノン「殺し屋」（北村良三訳） - 『天外消失』に再録
6. エリック・アンブラー「エメラルド色の空」（小泉喜美子訳） - 『天外消失』に再録
7. ヘレン・マクロイ「燕京綺譚」（田中西二郎訳） - 『51番目の密室』に再録
8. フレドリック・ブラウン「後ろを見るな」（曽我四郎訳） - 『天外消失』に再録
9. クレイトン・ロースン「天外消失」（阿部主計訳） - 『天外消失』に再録
10. ハリイ・ケメルマン「九マイルは遠すぎる」（永井淳訳）
11. カーター・ディクスン「魔の森の家」（江戸川乱歩訳） - 『51番目の密室』に再録
12. アーサー・ウィリアムズ「この手で人を殺してから」（都筑道夫訳） - 『天外消失』に再録
13. トマス・フラナガン「北イタリア物語」（宇野利泰訳）
14. ロイ・ヴィカーズ「百万に一つの偶然」（宇野利泰訳） - 『51番目の密室』に再録
15. Q・パトリック「少年の意志」（北村太郎訳） - 『51番目の密室』に再録
16. ジョン・D・マクドナルド「懐郷病のビュイック」（井上一夫訳） - 『天外消失』に再録
17. ロバート・アーサー（英語版）「51番目の密室」（宇野利泰訳） - 『51番目の密室』に再録
18. イーヴリン・ウォー「ラヴデイ氏の短い休暇」（永井淳訳） - 『天外消失』に再録
19. C・B・ギルフォード「探偵作家は天国へ行ける」（宇野利泰訳） - 『天外消失』に再録
20. E・A・ポー＆R・ブロック「燈台（英語版）」（吉田誠一訳） - 『51番目の密室』に再録
21. フランク・R・ストックトン（英語版）「女か虎か（英語版）」（中村能三訳） - 『天外消失』に再録
22. ロアルド・ダール「おとなしい兇器」（田村隆一訳）
23. リチャード・マシスン「長距離電話」（吉田誠一訳）
24. エヴァン・ハンター「歩道に血を流して」（都筑道夫訳）
25. ヘンリイ・スレッサー「死刑執行の日」（村上啓夫訳）
26. ジャック・フィニイ「死者のポケットの中には」（福島正実訳）
27. アル・ジェイムズ「白いカーペットの上のごほうび」（小鷹信光訳） - 『天外消失』に再録
28. ポール・アンダースン「火星のダイヤモンド」（福島正実訳） - 『天外消失』に再録
29. デイヴィッド・イーリイ（フランス語版）「ヨット・クラブ」（高橋泰邦訳）
30. ジャック・リッチー「クライム・マシン」（丸木聰明訳）
31. コーネル・ウールリッチ「一滴の血」（稲葉明雄訳） - 『51番目の密室』に再録
32. ウィリアム・ブルテン「ジョン・ディクスン・カーを読んだ男」（伊東守男訳）
33. スティーヴン・バー「最後で最高の密室」（深町真理子訳） - 『天外消失』に再録
34. ロバート・L・フィッシュ「アスコット・タイ事件」（吉田誠一訳） - 『51番目の密室』に再録
35. リース・デイヴィス（英語版）「選ばれた者」（工藤政司訳） - 『51番目の密室』に再録
36. エドワード・D・ホック「長方形の部屋」（山本俊子訳） - 『51番目の密室』に再録
37. クリスチアナ・ブランド「ジェミニイ・クリケット事件」（深町真理子訳） - 『51番目の密室』に再録

エラリイ・クイーンの『黄金の十二』（1949年）や江戸川乱歩の短編ベストテン（1950年）以降の作品を中心とする方針であったため、いわゆる「黄金期」以前の古典的作品は含まれていない。

## 関連書籍
第18巻『37の短篇』を再編集したアンソロジーが、2008年から2010年にかけてハヤカワ・ミステリより刊行されている。
- 『天外消失 世界短篇傑作集』ハヤカワ・ミステリ 1819 2008年12月。 ISBN 978-4-15-001819-1 - 14篇収録。
- 『51番目の密室 世界短篇傑作集』ハヤカワ・ミステリ 1835 2010年5月。 ISBN 978-4-15-001835-1 - 12篇収録。